# Giuliano Galoppo
Giuliano Galoppo (ur. 18 czerwca 1999 w Buenos Aires) – argentyński piłkarz pochodzenia włoskiego występujący na pozycji ofensywnego lub środkowego pomocnika, od 2022 roku zawodnik brazylijskiego São Paulo.
Jego ojciec Marcelino Galoppo również był piłkarzem.